# Katy Perry: Part of Me
Katy Perry: Part of Me è un film documentario del 2012 diretto da Dan Cutforth e Jane Lipsitz e con protagonista la cantante Katy Perry.

## Trama
Il film riguarda la vita di Katy Perry dalla sua infanzia fino al 2012, raccontando l'inizio della sua carriera musicale come cantante gospel in cui usava ancora il nome Katy Hudson, passando per il suo debutto nel mondo della musica pop ed arrivando fino a Teenage Dream, grazie al quale è diventata una superstar mondiale.
Nel film sono inoltre presenti alcune scene registrate durante il tour mondiale California Dreams Tour, il 23 novembre 2011, al Staples Center di Los Angeles e cameo di alcune famose cantanti, tra cui Lady Gaga, Adele, Rihanna e Kesha.

## Distribuzione
Il primo trailer ufficiale del film è stato messo online da Apple Trailers il 3 aprile 2012, a cui è seguito l'11 aprile un secondo trailer.
Il film è stato distribuito nei cinema neozelandesi il 28 giugno 2012, in quelli australiani il 2 luglio, in quelli statunitensi, canadesi, britannici e irlandesi il 5 luglio 2012 e in quelli cileni il 2 agosto. In Brasile e Messico è stato distribuito il 3 agosto 2012. In Germania e a Singapore è stato proiettato a partire dal 23 agosto, in Malaysia il 30 agosto e in Argentina il 27 settembre.
In Italia il film doveva inizialmente uscire a partire dal 29 giugno 2012, ma dopo un cambio di data al 3 agosto, venne cancellato dai listini. Successivamente, grazie alle numerose richieste dei fan della popstar, EMI Music Italy in collaborazione con Universal Pictures, Paramount Pictures e il circuito The Space Cinema porta anche in Italia il film, che venne proiettato in un numero limitato di sale dal 18 settembre al 20 settembre.

## Accoglienza

### Incassi
Il film documentario ha incassato 32.726.956 dollari mondialmente, di cui 25.326.071 solo negli Stati Uniti.

### Critica
Il film ha ricevuto critiche generalmente positive; il sito di recensioni Rotten Tomatoes ha assegnato al film un punteggio del 75%, indicando recensioni soprattutto positive, mentre IMDb e Metacritic lo hanno valutato inferiormente, assegnandogli rispettivamente 5.7/10 e 57.